# Dardano di Atene
Dardano di Atene (in greco antico: Δάρδανος?, Dárdanos; Atene, II secolo a.C. – I secolo a.C.) è stato un filosofo stoico greco antico vissuto all'incirca tra il 160 e l'85 a.C..

## Biografia
Fu allievo di Diogene di Babilonia e di Antipatro di Tarso. Cicerone lo cita come uno dei leader della scuola stoica (in latino: principes Stoicorum) ad Atene, insieme a Mnesarco, nel periodo in cui Antioco di Ascalona si stava allontanando dallo scetticismo (circa nel 95 a.C.).
Della sua vita nient'altro è noto; probabilmente il filosofo morì nel periodo in cui Cicerone stava apprendendo la filosofia ad Atene, nel 79 a.C.